# Křišťanovice (Záblatí)
Křišťanovice (německy Christelschlag) jsou malá vesnice, část obce Záblatí v okrese Prachatice v Jihočeském kraji. Nachází se asi 2,5 kilometru jižně od Záblatí. Křišťanovice leží v katastrálním území Křišťanovice u Záblatí o rozloze 2,64 km².
Do západní části katastrálního území zasahuje část přírodní rezervace Kaňon Blanice.

## Historie
První písemná zmínka o Křišťanovicích pochází z roku 1359, kdy vesnice patřila k panství hradu Hus.
V roce 1921 zde stálo 109 domů a žilo 603 obyvatel, z toho 12 Čechů a 591 Němců. V roce 1930 zde žilo 608 obyvatel. V letech 1938 až 1945 byly Křišťanovice v důsledku uzavření Mnichovské dohody přičleněny k nacistickému Německu.

## Obyvatelstvo
| Rok            | 1869 | 1880 | 1890 | 1900 | 1910 | 1921 | 1930 | 1950 | 1961 | 1970 | 1980 | 1991 | 2001 | 2011 | 2021 |
| -------------- | ---- | ---- | ---- | ---- | ---- | ---- | ---- | ---- | ---- | ---- | ---- | ---- | ---- | ---- | ---- |
| Počet obyvatel | 227  | 273  | 298  | 270  | 245  | 259  | 259  | 89   | 60   | 12   | 0    | 0    | 6    | 32   | 10   |
| Počet domů     | 28   | 40   | 41   | 42   | 43   | 43   | 53   | 18   | 26   | 3    | 0    | 1    | 29   | 12   | 13   |

## Obecní správa
Při sčítání lidu v letech 1850–1962 Křišťanovice byly samostatnou obcí v okrese Prachatice. Od roku 1963 jsou částí obce Záblatí v okrese Prachatice. V letech 1850–1962 k obci patřily Albrechtovice a Hlásná Lhota.

## Pamětihodnosti
- Zřícenina hradu Hus z první poloviny čtrnáctého století

## Fotogalerie

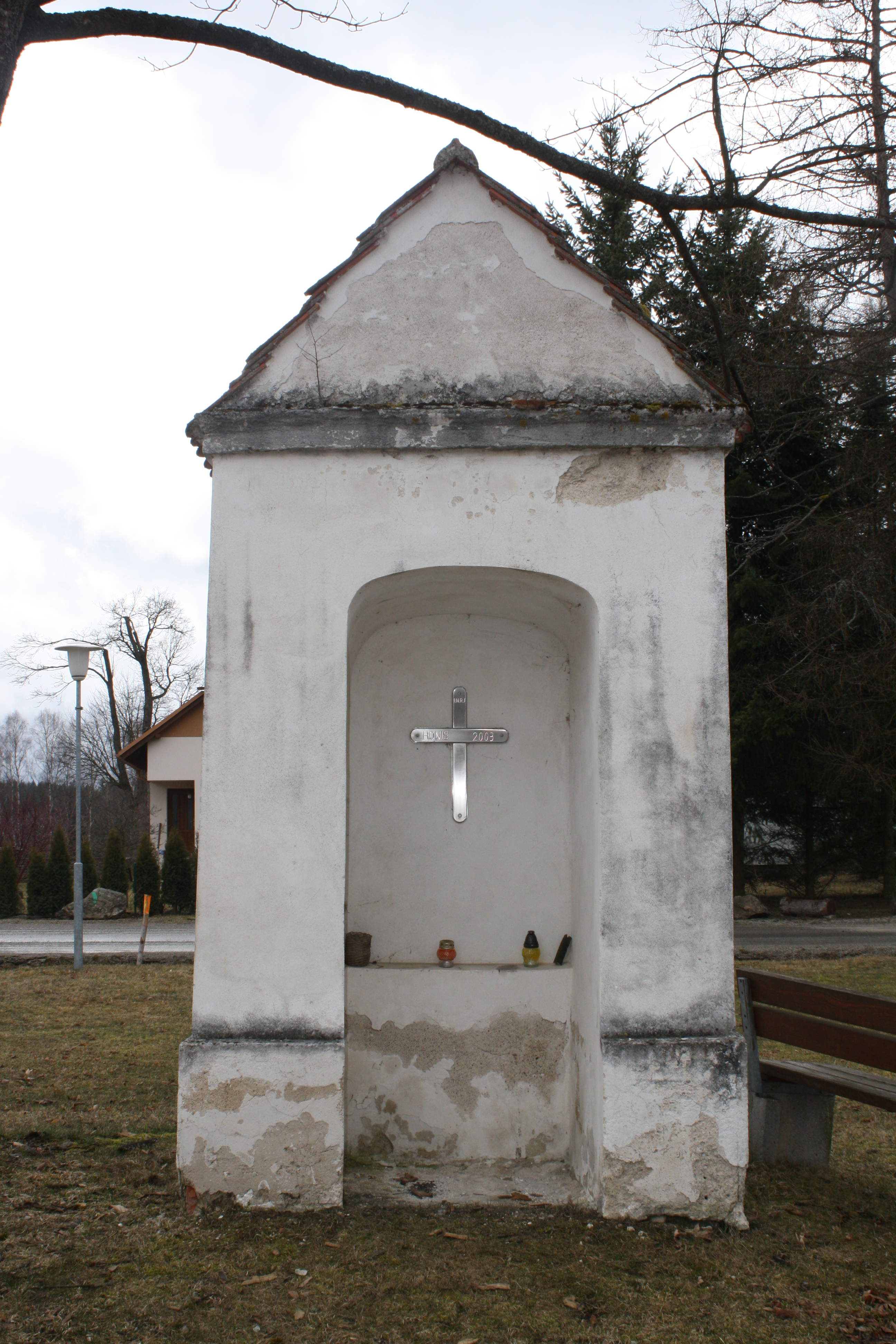
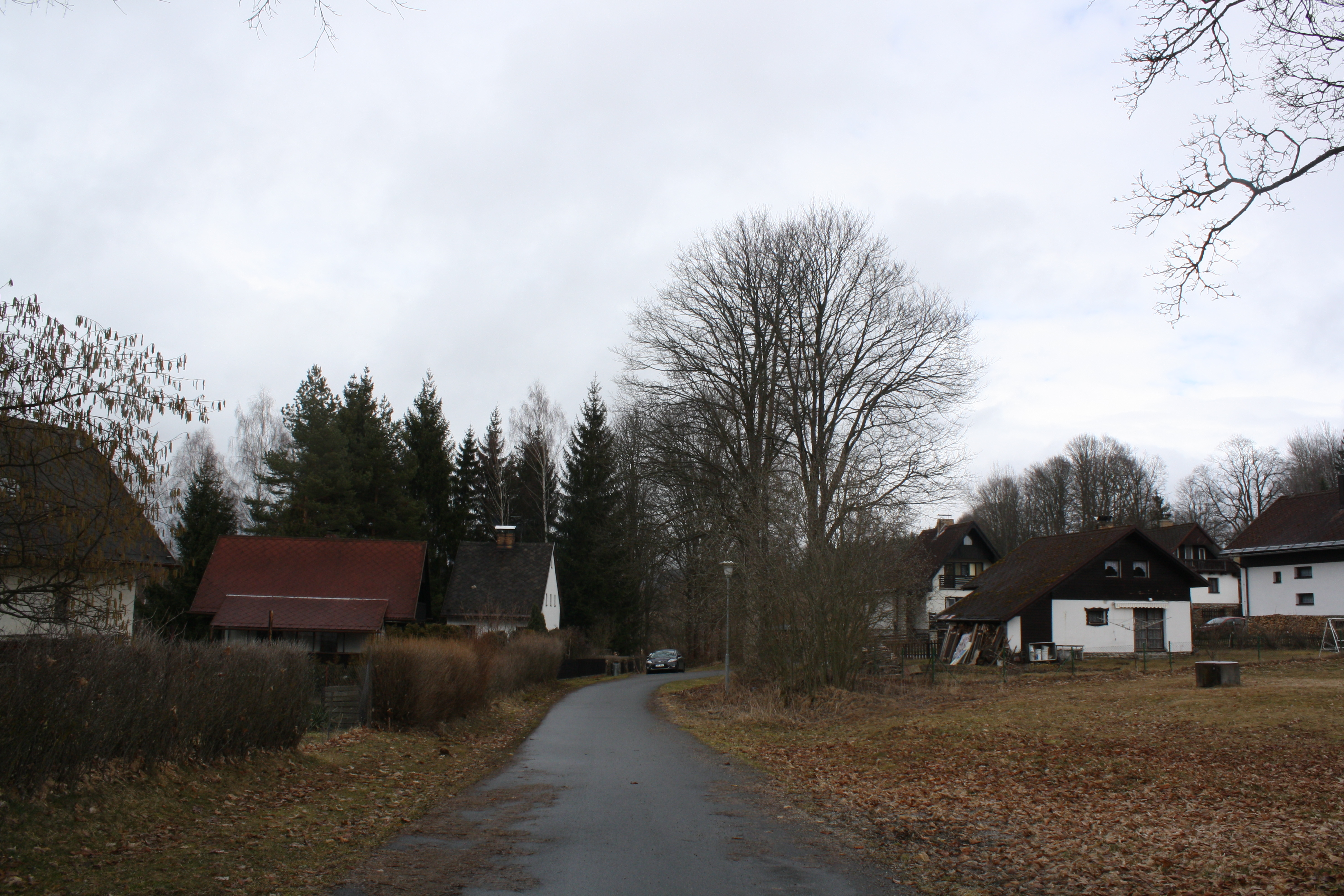
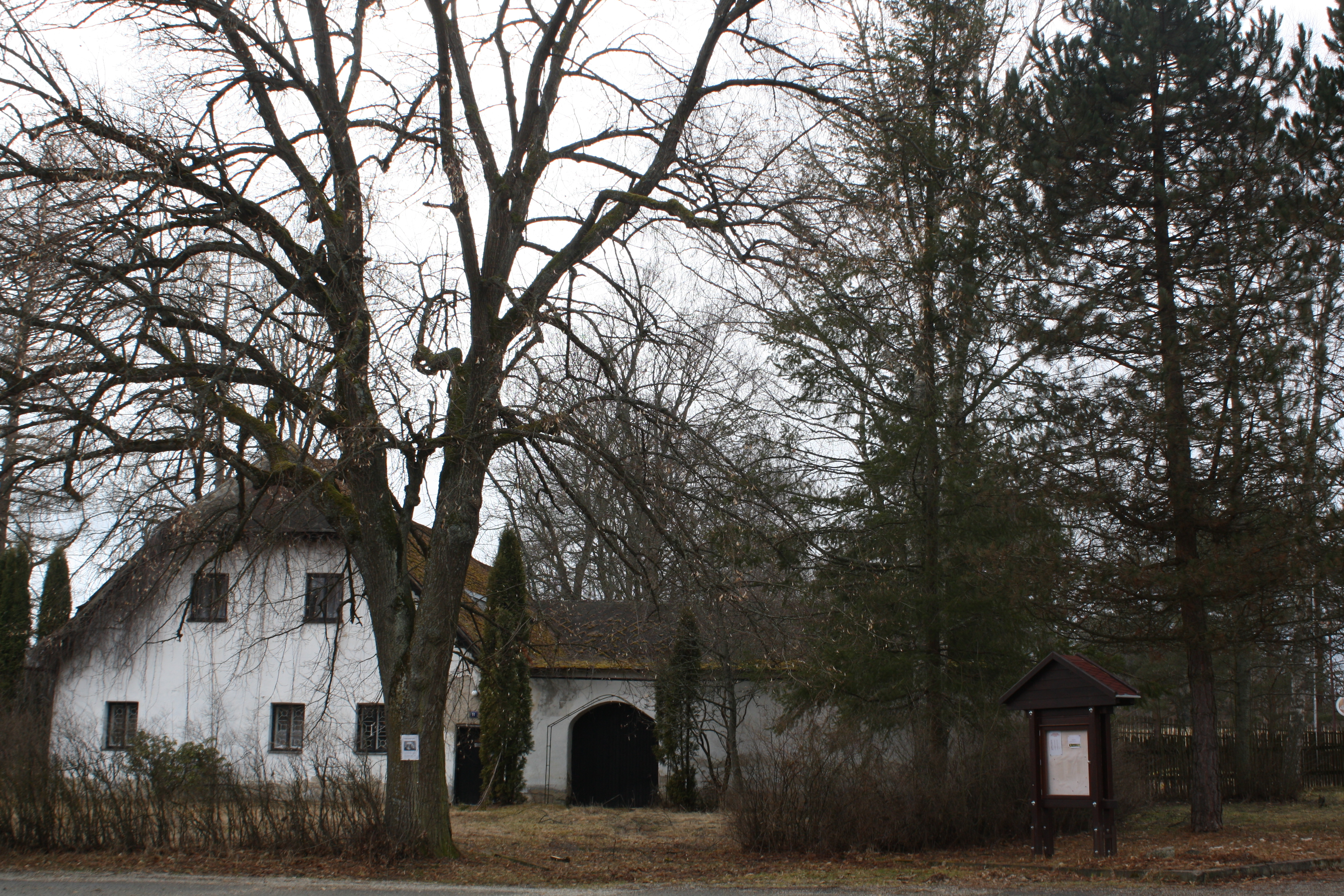